# Marco Stroppa
Marco Stroppa (Verona, 8 dicembre 1959) è un compositore italiano.

## Biografia

### La formazione
Marco Stroppa ha studiato pianoforte, direzione di coro, composizione (con Azio Corghi) e musica elettronica (con Alvise Vidolin) presso i Conservatori di Verona, Milano e Venezia.
Tra il 1984 e il 1986 ha beneficiato di una borsa di studio della Fondazione Fulbright, grazie alla quale ha approfondito lo studio della musica elettronica, dell'informatica, dell'intelligenza artificiale e della psicologia cognitiva presso il Media Laboratory del Massachusetts Institute of Technology, a fianco di Barry Vercoe (sviluppatore di Csound).

### L'attività compositiva
Se le prime opere di Stroppa (tra cui Metabolai e Traiettorie, anni ottanta) privilegiano, anche nei titoli, una dimensione tecnica e astratta, dovuta alla ricerca di un linguaggio personale, in anni più recenti Upon a blade of grass (1996), Hommage à Gy. K. (2004), Opus nainileven (2004), I will not kiss your f.ing flag (2005), per citarne alcune, mostrano un atteggiamento umanistico che rivaluta forme di impegno poetico e sociale.
Musicalmente "bilingue" per formazione, all'utilizzo degli strumenti acustici Stroppa affianca, nelle sue opere, l'esplorazione delle possibilità offerte dall'elettronica, spesso intesa come spazializzazione del suono. In tal senso, si rivelano particolarmente significativi lavori quali Spirali (1988) per quartetto d'archi "prioiettato" nello spazio, con il quale Stroppa si propone di "dinamizzare l'ascolto frontale tradizionale", e Miniature estrose (1991- ), ciclo di pezzi pianistici di vario carattere e durata, costruiti intorno a piccoli nuclei sonori e strutturali ricorrenti, che conferiscono alla raccolta una struttura reticolare.

### L'attività di ricerca
Dopo aver collaborato con il Centro di Sonologia Computazionale dell'Università di Padova (1980-1983), Marco Stroppa è stato invitato da Pierre Boulez a collaborare con lo staff di ricercatori dell'IRCAM di Parigi, nell'ambito del quale ha ricoperto, tra il 1987 e il 1990, l'incarico di Direttore del Dipartimento di Ricerca Musicale.
Inoltre, ha istituito (1987) e diretto per tredici anni il Corso di composizione e il Laboratorio di musica informatica presso l'International Bartók Festival di Szombathély, in Ungheria.

## Estetica
Il percorso compositivo di Marco Stroppa, come egli stesso afferma, può essere considerato un viaggio nella percezione e nella cognizione sonora - lungo la via indicata da Stockhausen negli anni cinquanta - e, d'altra parte, un viaggio nella forma. Secondo Stroppa, infatti, 

Proprio il costante lavoro di ricerca in ambito informatico, peraltro, induce il musicista veronese a cogliere i limiti - non strumentali - della macchina, in virtù dei quali egli ritiene necessario 
Alla luce di questa ricerca di senso, la musica di Stroppa intende presentare una struttura ramificata non soltanto nella proposta formale, ma anche nel rapporto di fruizione con il pubblico, così da offrire chiavi molteplici di accesso all'opera.

## Opere
Musiche operistiche e balletti
- Hidinefte, ou l'autre face de Traiettoria (1989), computer-generated sounds
- Proemio (1990), opera per la radio su testo di Adolfo Moriconi
- Leggere il Decamerone - Computer music for 160 radio broadcasts devoted to the integral reading of G. Boccaccio's Decameron (1990)
- Träume vom Fliegen (1990), computer music per balletto di acrobati e funamboli
- in cielo in terra in mare (1992), opera per la radio su testo di Adolfo Moriconi
- ...1995...2995...3695… (1995) ‘'comoedia harmonica'’ per un'attrice, contrabbasso, tam-tam, computer music, live electronics e sound projection su testo di Adolfo Moriconi
- Race, pièce pour mémoire, parole et piano (1997)

Musiche corali e vocali
- Come Natura di Foglia (2002) per voce ed elettronica su antichi testi etnici
- Cantilena (2003) per tre cori misti su testi di Amelia Rosselli, Reiner Kunze, Ernst Jandl, Hans Magnus Enzensberger
- Lamento (2004) per coro misto su testi tratti dalla Tabula Smaradgina di Hermes Trismegistus

Musiche sinfoniche
- Metabolai (1982) per piccola orchestra
- Hiranyaloka (1994) per orchestra
- Ritratti senza volto - Tre quadri per orchestra (2007)

Musiche per strumento solista e orchestra
- Upon a Blade of Grass (1996, rev. 2005) per pianoforte e orchestra
- From Needle's Eye (2001) per trombone solista, doppio quintetto e percussioni
- And one by one we drop away (2006) per violoncello e orchestra
- A like milk spilt (2008) per accordéon e orchestra
- Let me sing into your ear (2010) per corno di bassetto amplificato e orchestra da camera

Musiche per ensemble
- Étude pour Pulsazioni (1989)
- élet...fogytiglan - dialogo immaginario fra un poeta e un filosofo (1997)

Musiche cameristiche
- Un Segno nello Spazio (1992) per quartetto d’archi
- Nous sommes l'air, par la terre... (2003) per viola e accordeon
- Hommage à Gy. K. (2004) per clarinetto, viola e pianoforte
- Opus nainileven, cinque requies per la democrazia (2004) per quintetto di fiati
- Ossia, Seven Strophes for a Literary Dron (2005) per violino, viola e pianoforte
- gla-dya, études sur les rayonnements jumeaux (2007) per due corni

Musiche per strumento solista
- Ay, there's the rub (2001) per violoncello
- Miniature Estrose, Primo Libro (1991-2002) per pianoforte
- Miniature Estrose, Secondo Libro (2005- ) per pianoforte

for piano
Musiche con elettronica
- Traiettoria (1984, rev. 1988) per pianoforte ed elettronica eseguita nel 1985 al Teatro La Fenice di Venezia
- Spirali (1988) per quartetto d’archi "proiettato" nello spazio
- Auras (1995) per percussioni metalliche e elettronica da camera
- little i (1996) per flauto e elettronica da camera
- Zwielicht (1998) per contrabbasso, percussioni, elettronica e 13-D space projection
- I will not kiss your f.ing flag (2005) per trombone ed elettronica da camera
- ...of Silence (2008) per sassofono, computer music design ed elettronica

## Premi e riconoscimenti
- ASCAP Prize (1985)
- Cervo Prize for New Music (1990)
- Menzione speciale al Prix Italia (1992)
- Kompositionspreis der Salzburger Osterfestspiele (1996)

## Discografia
| Titolo                             | Interpreti                                                                                 | Anno | Etichetta                   |
| ---------------------------------- | ------------------------------------------------------------------------------------------ | ---- | --------------------------- |
| '’Traiettoria'’                    | Pierre-Laurent Aimard (pianoforte), Marco Stroppa (sound projection)                       | 1992 | Wergo WER 2030-2            |
| '’Due Miniature Estrose'’          | Pierre-Laurent Aimard (pianoforte)                                                         | 1992 | ADES 202282                 |
| '’Hiranyaloka'’                    | Südwestfunk Orchester, Michael Gielen (direttore)                                          | 1994 | Col Legno WWE 3CD 31882     |
| '’Spirali'’                        | Arditti String Quartet (quartetto d’archi), Marco Stroppa (multitrack mixing)              | 1995 | Auvidis/Montaigne MO 782042 |
| '’Miniature Estrose, Libro Primo'’ | Florian Hölscher (pianoforte)                                                              | 2004 | Stradivarius STR 33713      |
| '’Let me sing into your ear'’      | Michele Marelli (corno di bassetto), Peter Eötvös (direttore), Kammerfilharmonie Hilversum | 2011 | NEOS 11114-17               |